# Leucastea femoralis
Leucastea femoralis es una especie de coleóptero de la familia Megalopodidae.

## Distribución geográfica
Habita en Angola.